# Antônio Nobre (cientista)
Antônio Donato Nobre, mais conhecido como Antônio Nobre (Santo André, 1958), é um agrônomo, cientista e ativista brasileiro. Formado em Agronomia pela Universidade de São Paulo (USP) em 1982, Antônio é também mestre em biologia tropical pelo Instituto Nacional de Pesquisas da Amazônia (INPA) em 1989 e doutor em Ciências da Terra pela Universidade de Nova Hampshire (EUA) em 1994.
É autor do relatório O Futuro Climático da Amazônia, o qual destaca a importância da floresta como reguladora da atmosfera e das chuvas no continente sul-americano, foi pesquisador do INPA por cerca de 32 anos e é pesquisador aposentado do Instituto Nacional de Pesquisas Espaciais (INPE). Além disso, participou do Programa de Grande Escala Biosfera-Atmosfera na Amazônia (LBA). Sua temática de estudo contempla a interação das florestas, especialmente a Floresta Amazônica, com a atmosfera e outros sistemas da bioesfera.

## Biografia
Antônio é filho de uma pintora e um jogador de futebol. Possui cinco irmãos, dentre eles os cientistas Paulo Nobre, Carlos Nobre e Ismael Nobre.
Antônio fez sua primeira viagem para estudar a Amazônia durante sua graduação em 1979. Entre este ano e o fim de seu curso de agronomia, finalizado em 1982, o pesquisador viajou sete vezes para a região amazônica por meio de caronas com o avião da aeronáutica brasileira. Foi dessa forma que surgiu seu interesse na região, fez o cientista morar 14 anos em Manaus e viabilizou sua atuação como pesquisador do INPA no ano de 1985, função que desempenhou por cerca de 32 anos.
No ano de 2003, o agrônomo passou a ser pesquisador do Instituto Nacional de Pesquisas Espaciais, sendo o representante oficial do INPA no escritório regional do instituto espacial, cargo que permaneceu por cerca de 16 anos.

### Pesquisa
Atuando como pesquisador na floresta amazônica desde a década de 1980, Antônio Nobre implementou em 1995 em conjunto com pesquisadores da Universidade de Edimburgo a primeira torre de fluxo na região, direcionada a pesquisar as interações de fluxo de trocas gasosas entre a floresta e a atmosfera. Três anos depois, o cientista atuou em conjunto com pesquisadores da Universidade de Wageningen para elaborar a primeira torre de longo prazo, próxima de Manaus e que opera até os dias de hoje.
Posteriormente, passou a participar do Programa de Grande Escala Biosfera-Atmosfera na Amazônia (LBA) que conta com milhares de pesquisadores de todo o planeta em esforços direcionados à compreensão do sistema amazônico.
Já em 2004, aproveitando dos conhecimentos adquiridos durante sua atuação no programa LBA, o cientista entrou em contato com Victor Gorshkov e Anastassia Makarieva, cientistas russos elaboradores da Teoria de Regulação Biótica do Ambiente (mais conhecida como Teoria de Gaia), para atuarem em conjunto, o que tem sido feito por mais de 15 anos. Dentre os conceitos defendidos nos trabalhos publicados entre eles, estão os da bomba biótica e a necessidade de se restaurar os biomas de todo o planeta para poder combater mais efetivamente as mudanças climáticas.

## Popularização do conhecimento científico
Antônio Nobre participa de iniciativas ligadas à popularização e aplicação do conhecimento científico, especialmente aqueles ligados à valorização da vida e da floresta amazônica, com o cuidado de respeitar os preceitos acadêmicos. Uma das inciativas mais importantes direcionadas a esse aspecto, além de divulgar os conhecimentos por meio de ativismo digital e atuar como professor em programas de doutorado incentivando o pensamento inovador e lúdico dos alunos, foi a sua participação no Projeto Rios Voadores.
Tal projeto foi realizado entre os anos de 2007 e 2013 em conjunto com o aviador Gerard Moss, os cientistas Antônio Nobre, Eneas Salati, José Marengo, entre outros. O intuito da ação era de realizar a divulgação do conhecimento científico embasado na teoria dos rios voadores, em que grandes massas de ar úmido viabilizadas pela floresta da amazônia são transportadas para as outras regiões do continente sul-americano, de forma a atingir toda a população brasileira. Relacionado a este assunto, o cientista ficou conhecido por uma palestra ministrada na plataforma TED, publicada no ano de 2014.
Outra iniciativa importante recente direcionada à divulgação acessível do conhecimento científico foi a publicação no ano de 2014 do relatório O Futuro Climático da Amazônia, o qual detalha e condensa conhecimentos referentes à importância da floresta e seu papel na regulação da atmosfera em direção a evitar o desastre climático. Ele defende também o desmatamento intensivo da floresta fez com que parte dela já atingisse o ponto de não-retorno, de modo a já apresentar sintomas de um processo de savanização devido ao comprometimento dos fenômenos da bomba biótica e rios voadores.

## O Futuro Climático da Amazônia
O relatório, lançado em 30 de outubro de 2014 por Antônio Nobre em São Paulo, reúne e analisa informações de cerca de duzentos artigos científicos sobre o papel da floresta amazônica no equilíbrio do clima e regulação das chuvas.
Dentre as conclusões do trabalho realizado pelo pesquisador estão as seguintes:
- A floresta amazônica possibilita a continuidade de movimentação do ar úmido, levando as chuvas para regiões interiores do continente da América do Sul. Isso ocorre devido à capacidade de transpiração das árvores, que são capazes de transpirar cerca de 20 trilhões de litros de água ao dia, mais do que o volume despejado no oceano Atlântico pelo Rio Amazonas diariamente.
- O sistema amazônico propicia a formação de chuvas em ar limpo por meio da liberação de partículas capazes de condensar vapor d'água e, consequentemente, formar chuvas fartas.
- A floresta também é capaz de sobreviver a cataclismos climáticos, suportando seu ciclo hidrológico mesmo em condições adversas.
- Como a floresta mantém o ar úmido sobre si, se torna possível o transporte de grande quantidade de umidade por meio dos chamados "rios voadores", os quais atingem o Sudeste, Centro-oeste e Sul do Brasil e áreas como o Pantanal e o Chaco, além da Bolívia, Paraguai e Argentina. Sem esse fenômeno, é provável que estas regiões seriam desérticas e inóspitas.
- A grande densidade arbórea da floresta e sua distribuição, atenua a energia dos ventos e a aceleração lateral de larga escala dos ventos na baixa atmosfera, o que impede a ocorrência de furacões e outros eventos climáticos extremos.